# Gabriel Meurier
Gabriel Meurier (Avesnes-sur-Helpe, Nord – Pas de Calais, França, c. 1520 - ?, c.1587) fou un gramàtic, lexicògraf i professor d'idiomes establert a Anvers, Flandes.
Provenia de la zona lingüística fronterera entre el francés i el flamenc. Les seves publicacions estaven dirigides a l'ensenyament pràctic del francès i altres llengües, especialment als comerciants.

## Obres[2]

### Lexicografia i gramàtica
- Vocabulaire françois-flameng. Anvers 1557, 1562, 1566,1570; Dictionaire françois-flameng 1574, 1584.
- Dictionaire flamen-françois. Anvers 1563, 1570.
- La grammaire françoise contenante plusieurs belles reigles propres et necessaires pour ceulx qui desirent apprendre ladicte langue (1557). hrsg. von Colette Demaizière, París 2005.[1]
- Petite fabrique duisante à chacun tyron diseteux du françois ou flamen. Anvers 1563 (Sachgruppenwörterbuch)
- Recueil de sentences notables, dicts et dictons communs, adages, proverbes et refrains, traduits la plus part de latin, italien et espagnol, et reduits selon l'ordre alphabétic. Anvers 1568; Tresor de sentences dorees, dicts, prouerbes & Dictons communs, reduits selon l'ordre alphabetic. Avec le Bouquet de Philosophie morale, reduict par Demandes & Responses. Lió 1577, Rouen 1578, París 1581, Lió 1582, Genf 1617, Brussel·les 1652.
- Conjugaisons, règles et instructions: mout propres et nécessairement requises pour ceux qui désirent apprendre françois, italien, espagnol et flamen (1558). Nachdruck Genf 1973.[1]
- Coniugaciones, arte, y reglas muy proprias, y necessarias para los que quisieren deprender, espanol y frances. Anvers 1568.
- The coniugations in Englishe and Netherdutche ... De coniugatien in Engelsch ende Nederduytsche. Leiden 1586.

### Llibres de text[3]
- Colloques, ou nouvelle invention de propos familiers: non moins utiles que très nécessaires pour facilement apprendre françois et flameng : Tsamencoutinghen, oft nieuwe inventie van ghemeyne Redenen. Anvers 1557.
- Communications familieres non moins propres que tresutiles à la nation Angloise desireuse & diseteuse du langage François. Anvers 1563.
- La guirlande des ieunes filles contenant une singularité de Menus propos quotidiens par le moyen, des-quels elles pourront facilement apprendre François et Flamen. Antwerpen 1564 ; La Guirlande des jeunes filles, en françois et flamen, par Gabriel Meurier,... revue et de plusieurs sentences illustrée par le même. Het cransken der jonghe dochters in fransoys ende duytsch. Anvers 1587 (Alemany: Köln 1597)
- Deviz Familiers, propres à tous Marchans, et non moins duisants à gens de tout art. Anvers 1564, Rotterdam 1590.
- Propos puerils ordinairement usez es escoles vulgaires. Anvers 1565, Rotterdam 1597.
- Le Bouqet de philosophie morale, iadis esparse entre plusieurs autheurs italiens, et ores entièrement et moult succinctement radunée et réduicté par demandes et responses. Anvers 1568.
- Coloquios familiares muy convenientes y mas prouechosos de quantos salieron fasta agora, para qualquiera qualidad de personas desseosas de saber hablar y escribir Español y Frances. / La Tabla declara lo que el presente Libro contiene y lleua. Anvers 1568.
- La première partie de divers deviz familiers bien propres à tous marchans, et non moins utiles à ceulx qui desirent (avec facile intelligence) meilleur usage de parler Francoys, que pour le passé : Corr., relimez et enrichés de plusieurs belles sentences. Anvers 1570.
- Formulaire de lettres morales, moult propes pour l'usage des geunes filles és escoles françoises. Anvers 1573.
- La perle de similitudes, non moins propre à gens de quelconque estat, condition et qualité que très convenable pour le grand avancement de la jeunesse et soulagement de la vieillesse. Mechelen 1583.
- Dialogue chrestien contenant le devoir des enfans, a l'endroit de leur parens : Christelijcke Tsamensprekinghe inhoudende de behoorlijcke schult der kinderen tot haren ouderen. Anvers 1586.
- Academye des animaux. Anvers 1589.
- La foire des enfants d'Israel, en Francoys et Flamen. Anvers 1593.
- Le perroqvet mignon des petits enfants : françoys flamen. Rotterdam 1601.